# Матч Крамник — Мартинес
Матч между Вламидиром Крамником и Хосе Мартинесом прошёл с 7 по 9 июня 2024 года в Мадриде.

## Предыстория
Экс-чемпион мира Владимир Крамник завершил профессиональную карьеру в январе 2019 года, но из шахмат полностью не ушёл. Начал играть на сайте chess.com в блиц и рапид.
Спустя некоторое время начал публично высказывать свои подозрения по поводу нечестной игры соперников.
Крамник заподозрил Накамуру в нечестной игре. Он опубликовал несколько постов на сайте chess.com, где рассказал о серии из 46 партий, где Накамура выиграл 45, причём средний рейтинг соперников был примерно 2950.
В сентябре 2023 года, после поражения от Ниманну объявлял, что покидает chess.com из-за недостаточных усилий платформы по борьбе с читерами.
В марте 2024 года Крамник отказался от игры с Мартинесом, сдавшись на 2-м ходу. Из-за этого его могли дисквалифицировать. В том же месяце Крамник признался, что играл с аккаунта Хисматуллина, из-за чего был отстранён от участия в призовых турнирах на 3 месяца. После блокировки начал публиковать свои расследования в Твиттере.
Крамник также обратил особенное внимание на хорошие результаты в Титульных вторниках 25-летнего Хосе Мартинеса, который в живых шахматах не показывает больших успехов. Мартинес также имеет огромный счёт против Крамника — 9-1 в свою пользу. Это привело к тому, что команда Chess.com приехала к Мартинесу домой, чтобы зафиксировать его игру. На том турнире Мартинес занял 2-е место.
После этого Крамник сказал, что соперники Мартинеса были слабыми и ему повезло. В ответ Мартинес вызвал его на живой матч, который транслировался в прямом эфире.

## Регламент

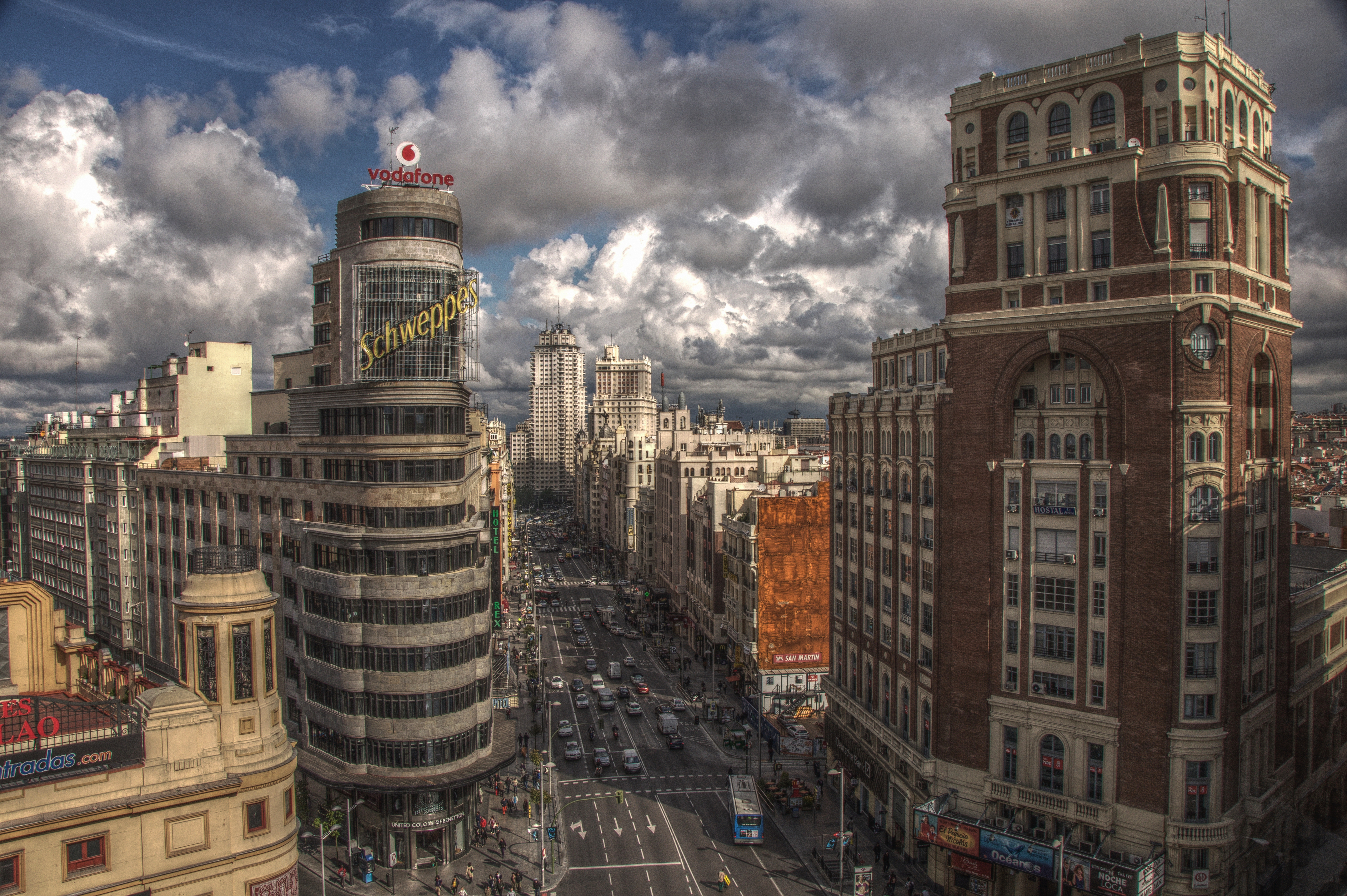
Мадрид

Матч получил название Clash of Claim и проводился в течение 3-х дней в мадридском казино Casino Gran Vía.
Было запланирровано 36 партий, в каждый из игровых дней шахматисты должны были играть 12 партий: 6 в онлайн и 6 в живые шахматы. Позже матч был сокращён до 28 партий.
Перед онлайн-партиями гроссмейстерам выдали новые ноутбуки. Игра проходила на сайте chess.com. Этот же сайт являлся спонсором этого события: победивший получал 15 000 евро, проигравший — 10 000 евро.

## Происшествия
Крамник после некоторых партий неоднократно жаловался на проблемы с ноутбуком и конкретно с сайтом chess.com. Несколько раз заявлял, что время у игроков идёт некорректно. Предлагал играть на любом сайте, только не на Chess.com.
Перерывы между партиями доходили до 1 часа. В итоге матч был сокращён до 28 партий, причём 14 онлайн-партий проходили в последний день.
Из-за технических проблем, лагов на chess.com и обновления Windows на новых компьютерах 1-я партия 1-го игрового дня началась с опозданием в 1 час. Также организаторам пришлось полностью отменить онлайн-часть в 1-й игровой день.

## После матча
Крамник переигрывал на опыте молодого шахматиста за реальной доской, но в онлайн-формате был заметно слабее. В цейтноте экс-чемпион также принимал слабые решения.
На пресс-конференции Крамник отозвал свои претензии от Мартинеса, сказав «Я был счастлив сыграть с Хосе. У меня нет никаких претензий к нему. Он вёл себя прекрасно, как джентльмен!» Также Крамник сказал, что его эксперимент не удался, написав в Твиттере «матч не сыгран, потому что происходит много подозрительных вещей». Он пообещал опубликовать свои выводы, основанные на видеозаписях во время матча.
C 19 по 21 августа в Лондоне пройдёт реванш.